# Kareem Abdul-Jabbar
Kareem Abdul-Jabbar (New York, 16. travnja 1947.), rođen kao Ferdinand Lewis (Lew) Alcindor, Jr., bivši je američki profesionalni košarkaš. S visinom od 218 cm igrao je na poziciji centra. Rodio se u katoličkoj obitelji. Ime je promijenio kada je prešao na islam 1968. godine.
Abdul-Jabbar je nastupao za sveučilište UCLA, gdje mu je trener bio legendarni John Wooden. Na sveučilištu je proveo 4 godine. Na zadnjoj godini liga je morala izmijeniti pravila zbog Jabbara te su zabranili zakucavanja, ali to nije smetalo Jabbaru jer je tada usavršio svoj znameniti horog koji je postao njegov zaštitni znak.
Izabran je u 1. krugu (1. ukupno) NBA drafta 1969. od strane Milwaukee Bucksa. U svojoj prvoj NBA sezoni izabran je za novaka godine. Te je sezone imao prosjek od 28,8 koševa i 14,5 skokova po utakmici. Zajedno s Oscarom Robertsonom bio je najbolji igrač lige, a već u drugoj sezoni osvojio je naslov prvaka NBA. Godine 1975. prelazi u Lakerse, gdje osvaja još 5 naslova zajedno s Magicom Johnsonom.
Posljednja Jabbarova sezona bila je 1988./89.
Danas je Abdul-Jabbar jedan od pomoćnih trenera u Lakersima, gdje je zadužen za rad s centrima. Njegov dres s brojem 33 visi pod svodom Staples Centra zajedno s dresovima ostalih velikana kluba.
U Košarkašku Kuću slavnih primljen je 15. svibnja 1995. godine.

## Statistika i nagrade
U tijeku NBA karijere postigao je 38.387 koševa, po čemu je do danas na drugom mjestu najboljih strijelaca lige svih vremena. Tri je puta izabran za sveučilišnog igrača godine, šest puta izabran za najkorisnijeg igrača, te dva puta izabran za najkorisnijeg igrača finala.

## Vanjske poveznice
- Službena stranica
- Kareemova statistika u NBA ligi  Arhivirana inačica izvorne stranice od 9. svibnja 2012. (Wayback Machine)
- Kareemova biografija na NBA.com
- Kareem u Košarkaškoj Kući slavnih  Arhivirana inačica izvorne stranice od 18. ožujka 2009. (Wayback Machine)